# آثیرسون

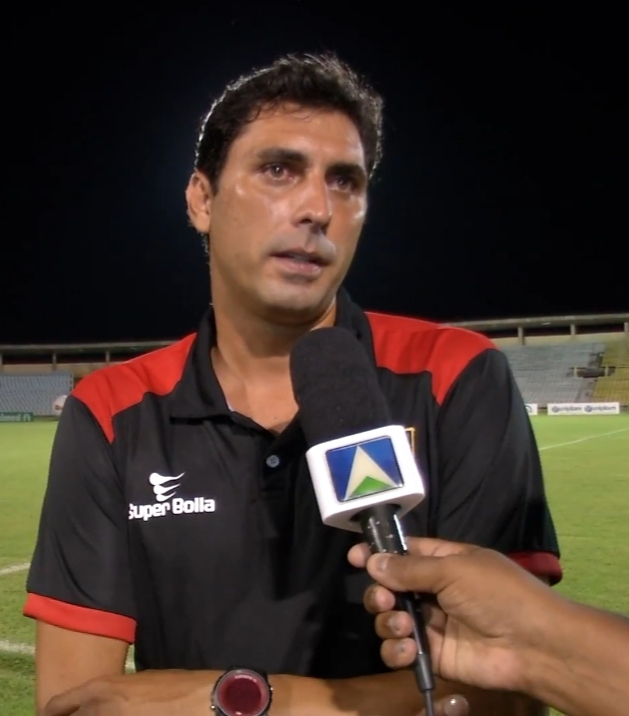
آثیرسون در سال ۲۰۱۶

آثیرسون مازولی اولیویرا (به پرتغالی: Athirson Mazolli e Oliveira) هافبک اهل برزیل است که در شهر ریودو ژانیرو و در تاریخ ۱۶ ژانویهٔ ۱۹۷۷ به دنیا آمده‌است.
آثیرسون در تیم‌های فوتبال فلامینگو سابقهٔ حضور دارد.